# Ombre su Innistrad
(Nahiri)
Ombre su Innistrad (Shadows over Innistrad nell'originale inglese) è un'espansione del gioco di carte collezionabili Magic: l'Adunanza, edito da Wizards of the Coast. In vendita in tutto il mondo dall'8 aprile 2016, è il primo set di due del Blocco di Ombre su Innistrad, che comprende anche l'espansione Luna Spettrale.

## Ambientazione
L'ambientazione torna sul piano dimensionale di Innistrad, e riprende dagli avvenimenti narrati nell'espansione Giuramento dei Guardiani. Il viandante dimensionale Jace Beleren è alla ricerca dell'antico vampiro planeswalker Sorin Markov per conto dei Guardiani, e si reca perciò sul suo piano dimensionale natio. Ma quello che trova è una fitta serie di misteri sempre più preoccupanti.

## Caratteristiche
Ombre su Innistrad è composta da 297 carte, stampate a bordo nero, così ripartite:
- per colore: 48 bianche, 48 blu, 48 nere, 48 rosse, 48 verdi, 11 multicolore, 18 incolori, 28 terre.
- per rarità: 105 comuni, 100 non comuni, 59 rare, 18 rare mitiche e 15 terre base.

Il simbolo dell'espansione è composto dal collare di Avacyn capovolto, e si presenta nei consueti quattro colori a seconda della rarità: nero per le comuni, argento per le non comuni, oro per le rare, e bronzo per le rare mitiche.
Ombre su Innistrad è disponibile in bustine da 15 carte casuali e in 5 mazzi tematici precostituiti da 60 carte ciascuno:
- Marea Spettrale (bianco/blu)
- Segreti Riesumati (verde/blu)
- Sete Vampirica (rosso/nero)
- Furia Angelica (rosso/bianco)
- Visioni Inquietanti (nero/verde)

Ciascun mazzo contiene una carta con un'illustrazione alternativa rispetto alle carte che si potevano trovare nelle bustine. Ecco di seguito l'elenco:
- Cavalleria di Drogskol
- Draghetti Lunari di Nephalia
- Cavaliere Terrificante Markov
- Angelo della Lama Infuocata
- Divoratore di Anime

### Prerelease
Ombre su Innistrad fu presentata in tutto il mondo durante i tornei di prerelease il 2 aprile 2016. Similmente a quanto avvenuto per le espansioni del blocco precedente, i giocatori non hanno dovuto scegliere alcuna fazione prima di iniziare il torneo, e non hanno ricevuto alcuna "bustina selezionata" per costruire il proprio grimorio, ma le regolari sei bustine di Ombre su Innistrad. Inoltre ogni giocatore ha ricevuto la consueta carta promozionale, che questa volta poteva essere inclusa nel proprio mazzo, e poteva essere una qualsiasi carta rara o rara mitica del set, in versione foil e con la data dell'evento stampata in basso a destra nell'immagine.

### Ristampe
Nel set sono state ristampate le seguenti carte da espansioni precedenti:
- Ali Spettrali (dall'espansione Tormento)
- Ascia Folgorante (dall'espansione Spirale Temporale)
- Baratro di Magma (dall'espansione Draghi di Tarkir)
- Catalogare (dall'espansione Saga di Urza, presente anche nel set base Ottava Edizione)
- Folla Turbolenta (dall'espansione Innistrad)
- Guardiano del Suolo (dall'espansione Maschere di Mercadia, presente anche nel set base Nona Edizione)
- Luce Perforante (dall'espansione Ascesa degli Eldrazi)
- Peso Morto (dall'espansione Innistrad)
- Profeta Delirante (dall'espansione Ritorno di Avacyn, presente anche nel set speciale Sorin vs. Tibalt)
- Strozzare (dall'espansione I Khan di Tarkir)
- Studioso Imprudente (dall'espansione Zendikar, presente anche nel set speciale Conspiracy)
- Temperamento Focoso (dalle espansioni Tormento e Spirale Temporale)
- Valzer Macabro (dall'espansione Discordia, presente anche nel set base Magic Origins)
- Vedova di Tenebra (dalle espansioni Landa Tenebrosa e Ritorno di Avacyn)
- Voce Torturante (dalle espansioni I Khan di Tarkir e Draghi di Tarkir)

## Novità
Ombre su Innistrad introduce alcune nuove abilità nel gioco, oltre a riprendere Follia, comparsa per la prima volta nell'espansione Tormento, e le carte bifronte, introdotte nell'originale Blocco di Innistrad. In più con l'uscita del set vengono aggiunti un nuovo tipo di creatura, Talpa, e un nuovo tipo di artefatto, l'Indizio. Infine questa espansione include quattro nuove carte Planeswalker.

### Nuove abilità
- Delirio

Le carte con Delirio possiedono un effetto che si attiva o potenzia uno già esistente quando il suo controllore possiede quattro o più tipi diversi di carte nel cimitero (ad esempio avere tre creature ed una terra nel proprio cimitero non attiva Delirio, mentre avere una creatura, un artefatto, un istantaneo ed una terra lo attiva).
- Indagare
- Furtivo

### Nuovi Planeswalker

#### Arlinn Kord / Arlinn, Abbracciata dalla Luna
Arlinn è una ragazza originaria di Avabruck, capitale ormai perduta della contea del Kessig, colpita dalla maledizione della licantropia. A differenza di un normale lupo mannaro, ha col tempo imparato a dominare la propria maledizione, ed è in grado di trasformarsi a proprio piacimento, oltre che di mantenere sveglia la propria coscienza anche quando si trova in forma animale.

#### Jace, Rivelatore di Segreti
Jace è alla ricerca dell'antico vampiro planeswaker Sorin Markov, uno dei tre originari viandanti dimensionali che per primi imprigionarono gli eldrazi su Zendikar, in modo che possa aiutare i Guardiani a localizzare e neutralizzare l'ultimo e più potente dei tre titani, Emrakul.

#### Nahiri, l'Araldo
Liberata dalla Tomba Infernale da Liliana Vess insieme ad Avacyn e Griselbrand, dopo aver visto la devastazione che gli eldrazi hanno portato sul Zendikar, suo mondo natio, è determinata a vendicarsi di Sorin Markov, un tempo suo amico, che la rinchiuse secoli prima nella prigione d'argento.

#### Sorin, Nemesi Lugubre
Sorin è determinato a difendere la sopravvivenza di Innistrad, anche al costo di uccidere Avacyn, la guardiana angelica che egli stesso creò per equilibrare le forze del bene e quelle del male nel proprio mondo.